# 勝南桜聡太
勝南桜 聡太（しょうなんざくら そうた、1998年7月16日 - ）は、神奈川県茅ヶ崎市出身で式秀部屋所属の元大相撲力士。本名は服部 祥多（はっとり しょうた）。身長179.5cm、体重85.8kg。服部桜（はっとりざくら）の四股名で2015年9月場所に初出場し、2021年1月場所より「勝南桜」に改名した。
大相撲史上最長の104連敗や史上2位の89連敗などの記録を残し、恐怖心のため本場所で敗退行為に及んだこともある。史上最弱力士と評されていた。最高位は東序ノ口9枚目（2021年5月場所）。

## 経歴

### 式秀部屋入門への経緯
茅ヶ崎市立梅田小学校時代にテレビで幕下の取組を見て相撲に興味を持った。茅ヶ崎市立梅田中学校では1年次より陸上競技部に所属して、1500mの長距離走を専門としていた。同中学卒業後は1年半ほどニート生活をしていたが、陸上競技の活動を継続すべく、独自の筋力トレーニングを研究した。その生活の最中、四股及び摺り足が陸上競技に必要な筋肉の鍛錬に最適である旨を知り、実際に試みて手応えを感じたことで入門を決意した。北桜と一緒に写真を撮ってもらった際、その人柄に好感を持ったという理由から、北桜が現役引退後に継承し師匠を務める式秀部屋に単身で訪問し、入門志願を直訴した。この時は両親の承諾が得られていなかったことから、式秀には入門を認められず、自宅へ戻るよう命じられた。しかし、その後は両親の承諾を得たことで正式に入門が認められて、2015年9月場所で初土俵を踏んだ。

### 前相撲
本名に因んだ服部桜 祥多の四股名で出場した前相撲では3名の同期生全員（いずれも武蔵川部屋）と対戦。3日目に姫勝山、4日目に人見（のちの四股名は三重乃丸）に連敗し、迎えた5日目の葉梨（のちの四股名は美浦ノ湖）戦では立合い直後に意図的に尻餅をつく行為に及び、これを待ったと認識した境川審判がやり直しを提案したものの、服部桜本人が「待ったではなく、バランスを崩した」旨の返答をしたため、押し倒しの決まり手で勝負が成立した。3戦全敗で迎えた新序出世披露では師匠の実弟である元幕内・豊桜の化粧廻しを締めた。

### 本割初出場からの22連敗
翌2015年11月場所に初めて番付に四股名が掲載されて以降、本場所では全く勝てない場所が続いていた。2016年1月場所はインフルエンザに感染したことにより11日目の翔希（宮城野部屋）戦の不戦敗以降休場した。2016年5月場所3日目の2番相撲・三浦（浅香山部屋・のちの四股名は魁舞翔）との取組まで、休場を挟み不戦敗を含め22連敗を喫した。

### 初白星
2016年5月場所6日目の3番相撲・澤ノ富士（伊勢ヶ濱部屋）との取組では、立ち合い早々にもろ差しに組まれたが、後退しながらもタイミングよく体を入れ替え、通算23戦目にして寄り切りで初白星を挙げた。この際は服部桜自身よりも同取組を観戦していたファンや式秀部屋の関係者の方が喜んだという。

### 89連敗と敗退行為
上述2016年5月場所では結局2勝目を挙げることなく1勝6敗で終え、以降、2018年7月場所初日の1番相撲・若小山（西岩部屋）との取組まで89連敗を喫した。
2016年9月場所では、3日目の2番相撲で、錦城（九重部屋・のちの四股名は千代大豪）を前に2回目の敗退行為に及び、日刊スポーツをはじめとするマスメディアや、能町みね子・中澤潔をはじめとする相撲愛好家に取沙汰された上に、師匠の式秀が審判部長の二所ノ関から事情聴取及び口頭注意を受けた。式秀によると、稽古で首を痛め、立ち合い頭から当たることに恐怖心を感じていたがゆえに同行為に及んだという。なお「週刊新潮2016年10月13日神無月増大号」に掲載された服部桜の実母の取材記事には、服部桜は錦城の角界入門前のスポーツ実績や梅野（のちの十両對馬洋）と対戦した前相撲の動画を同取組前にインターネットで調べており、そこから得られた情報が恐怖心の根源となっていた旨が掲載された。服部桜本人に直接の処分はなく、翌日以降の取組にも出場し続けた。不祥事を受けて引退も考えたとするが「今逃げると負け犬になるぞ」と式秀から叱咤されて続投を決意。翌2016年11月場所では「身体も精神も図太くなってほしい」とする式秀の意向に基づき服部桜 太志と四股名の下の名前のみを改名した。
2017年3月場所2日目の1番相撲で原田（錣山部屋・のちの四股名は将軍）に敗北した時点で、年6場所制となった1958年以降の本割最多連敗記録を更新した。同場所13日目の7番相撲で栃颯（春日野部屋）に敗れたことで5場所連続での7戦全敗が確定。平松（旧伊勢ヶ濱部屋）と高岸（立浪部屋）の連続皆勤全敗記録（4場所）を更新した。2017年は6場所全てで7戦全敗を喫し、1年間皆勤しながらも1勝も挙げることが出来なかった。
2018年1月場所6日目の3番相撲で松岡（当時東関部屋・のちの四股名は北勝真で八角部屋所属）では寄り切りで敗れ70連敗に達した。双葉山の連勝記録における数値（69連勝）を自身の連敗記録における数値が上回った。
同年3月場所では中日の4番相撲で敏夷東（玉ノ井部屋）に敗れた時点で通算1勝100敗となった。13日目の7番相撲・己竜山（大嶽部屋）との対戦では飛び出すように土俵を割り、11場所連続で全敗となった。

### 2勝目
2018年7月場所3日目の2番相撲・颯雅（二子山部屋）との対戦において、颯雅の腰砕けにより通算2勝目を挙げ、連敗を89で止めた。非技による白星であった。

### 23連敗
上述2018年7月場所でも結局2勝目を挙げることなく1勝6敗で終え、以降再び、2019年1月場所8日目の4番相撲・獅子丸（田子ノ浦部屋）との取組まで23連敗を喫した。2018年は上述の1勝のみに終わったため、自力での（決まり手を伴った）白星は2年連続で0だった。

### 3勝目
2019年1月場所9日目の5番相撲で、峰雲（峰崎部屋）に寄り倒しで勝利し、2016年5月場所6日目以来、16場所114番ぶりに自力で勝利するとともに、再び重ねていた連敗を23で止めた。結果的にこれが自身最後の白星となった。

### 104連敗
2019年3月場所では、7番相撲を終えて7戦全敗であったが、千秋楽に八番相撲が組まれた。しかし、対戦相手の渡部（尾車部屋・のちの四股名は朱風）に敗れ0勝8敗となった。
2019年5月場所2日目、令和最初の取組・北島（朝日山部屋・のちの四股名は志摩錦）との対戦では「元号が変わり、違う自分を見せよう」と臨んだが、防戦一方のまま突き出された。取組後の取材では「相手が新弟子で情報が少なかったこともあり緊張した」と敗因を自己分析し、令和での飛躍を誓った。
2019年7月場所3日目・2番相撲では、山本（朝日山部屋・のちの四股名は錦丸）との対戦で立ち合いから一気に攻め込んで土俵際まで押し込み、土俵際で山本の下手投げに倒れながらも寄り倒し、軍配は服部桜に上がったものの物言いがつき、山本の下手投げで服部桜の足が先に土俵の外に出ていたとして、行司軍配差し違いとして敗れた。結局同場所も同取組を含めて負け続け7戦全敗、13日目・7番相撲では同日のみ出場した村田（のちの十両朝志雄）と対戦したものの押し倒しで敗れた。
以降も連敗が続き、2020年も1年間5場所を皆勤しながらも1勝も挙げることが出来なかった。
2020年3月場所も13日目の7番相撲を終えて7戦全敗であったが、14日目に千代大宝（九重部屋）との対戦で八番相撲が組まれ、これにも敗れ自身2回目の0勝8敗。さらに2020年9月場所および2021年1月場所でも八番相撲が組まれていずれも敗れ、引退までに通算4度の0勝8敗を記録した。
2021年1月場所より、四股名を勝南桜 聡太に改名（「勝南」は敗北の対義語として作った造語）。出身の「湘南」地方と「勝つ」と師匠の現役時代の「桜」を掛け合わせ、下の名前である「聡太」は自身が将棋好きであることから、プロ棋士藤井聡太に肖った。
2021年3月場所13日目の7番相撲で敗れ、それまで自身が保持していた連敗記録の89を90に更新した。朝日新聞はこれを「超えてはいけない大記録」と報じた。
2021年5月場所では、前場所に前相撲が実施されず、出場予定だった新序力士37人全員が前相撲未勝利として扱われ、勝南桜より番付下位に編成された関係上、東序ノ口9枚目まで昇進し、12場所ぶりに自己最高位を更新した。しかし連敗は続き、2021年7月場所7日目・3番相撲で京の里（伊勢ノ海部屋）に負けた時点で記録は100連敗に到達した。最終的には連続皆勤全敗記録を14場所まで、本割の連敗記録を104まで、それぞれ更新した。

### 引退
2021年8月に式秀に「体力の限界」と申し出た上で現役を引退した。元号が令和になってからも、勝南桜に改名してからも、勝ち名乗りを受けることは無かった。加えてエディオンアリーナ大阪でも福岡国際センターでも一度も勝ち名乗りを受けること無く現役を終えた。
9月場所の番付編成会議後に引退届を提出した関係上、同場所の番付に西序ノ口20枚目で掲載され、場所後に行われた11月場所の番付編成会議を以て正式に引退扱いとなった。
引退の際に式秀は「負けても負けても挑戦していったことに彼のいいところがあるし、素晴らしさだと思う。土俵では連敗記録が目立ったかもしれないが、稽古場で朝一番早く土俵に降りてきて、一生懸命稽古して、掃除やちゃんこ番、あいさつ、礼儀を彼なりに頑張ってきた」と勝南桜を評価した上で「私としてはまだまだ頑張ってほしかったが、彼の気持ちを受け止めた」と決断を尊重し「まだ若いのでね。まずは実家で体を休めて、焦らず頑張ってほしい」とエールを送った。断髪式は2021年8月7日に茨城県龍ケ崎市の部屋で行われた。

### 引退後の消息
引退後の2025年5月、アサヒ芸能の取材に応じ、引退後は様々な飲食店で勤務し、2025年現在はテーマパークのフードコートでキッチンスタッフとして勤務していることを明かしている。

## 取り口
2019年には立合いの当たりを強化して右四つの相撲を取りたいと述べていた。
相撲解説者の上林義之（元幕内力士の大岩戸義之）は、2021年5月に自身のウェブサイトのブログで勝南桜について触れ、「キャリア5年の割に体格が力士ではない、一体どういう稽古をしてるのだろうか？」「体（を）見る限り頑張ってるとは思えない」と批判し、食事を含めた体づくりから一度指導してみたいと述べた。

## 人物
- 同部屋の兄弟子である宇瑠寅によると、オリックス・バファローズのファンであるという[28]。
- 初白星を挙げた2016年5月場所後に行われた相撲教習所の卒業式では皆勤賞で表彰された[29]。
- 11場所連続の皆勤全敗が確定した取組（上述）の終了後には、abemaTVの視聴者から「服部桜、舞い散る」と言う皮肉めいたコメントが届いたとされる[14]。
- 式秀の証言によると、入門当初は腕立て伏せを1回もできなかったが、2021年7月場所時点では10回を10セットで100回以上できるようになった[30]という。

### 志向・目標
- 入門当初、目標の力士として元関脇・旭天鵬を挙げていた[6]。
- 2017年1月には、式秀部屋の書き初めで目標を「とにかく勝つ」[31]と記した。

### 実母による証言
以下は、いずれも「週刊新潮2016年10月13日神無月増大号」に掲載された服部桜の実母のコメントに基づく。
- 小中学校の運動会の駆けっこでは常に最下位争いであった。
- 幼少期から、竹馬を与えても『足をのっける部分が外れたらどうしよう』と心配する程の怖がりであった。
- いわゆるオタクで、パソコンで徹底的に調べ事をして、小学校の頃からよく首や肩が凝るほどであった。
- 上述の敗退行為に及んだ錦城戦の帰路で実母と対面した際には「自分でも、まさかあんなふうに身体が反応するとは思っていなかった。お母さん、悔しいよ。」と話した上で、故意ではなく著しい恐怖心に襲われていたことを強調していた。

### 引退後の取材における本人のコメント
以下は、いずれも「週刊アサヒ芸能 2025年 5/22号」に掲載された本人のコメントに基づく。
- 中学時代は勉強もスポーツもダメで2年生の頃から勉強についていけなくなり、1500m走のベストタイムは7分40秒台と散々であった。
- 高校進学は頭に無かったため高校受験ではわざと回答を間違えて不合格になった。
- 入門の動機としては、高校進学を嫌がっており高校進学を求める家族の小言から逃れたいという気持ちもあった。
- 元来飯碗1杯で満腹になってしまう程の小食であり、現役時代はラーメン用のどんぶりに山盛りの白米を3杯食べることを義務付けられ、お茶で必死に流し込んでいた。
- 引退を決意した動機としては、2020年以降のコロナ禍により稽古に支障が出たばかりか、師匠が高血圧で入院したことにより激化した女将による所属力士虐待の影響を受けてのことであった。
- 2025年5月からテーマパークのフードコートのキッチンスタッフとして働いていること、およびAKB48の追っかけ（推し活）をしていることなどを語った。
- 引退してから4年間で体重は約20㎏減少した。

## 主な成績
- 通算成績：3勝238敗8休（36場所）
- 通算勝率：0.0124

| | 一月場所 初場所（東京） | 三月場所 春場所（大阪） | 五月場所 夏場所（東京） | 七月場所 名古屋場所（愛知） | 九月場所 秋場所（東京） | 十一月場所 九州場所（福岡） |
| --- | ----------------------- | ----------------------- | ----------------------- | --------------------------- | ----------------------- | --------------------------- |
| 2015年 （平成27年） | x                       | x                       | x                       | x                           | （前相撲）              | 西序ノ口24枚目 0–7          |
| 2016年 （平成28年） | 西序ノ口22枚目 0–6–1    | 東序ノ口22枚目 0–7      | 東序ノ口30枚目 1–6      | 東序ノ口18枚目 0–7          | 西序ノ口29枚目 0–7      | 東序ノ口25枚目 0–7          |
| 2017年 （平成29年） | 西序ノ口18枚目 0–7      | 西序ノ口20枚目 0–7      | 東序ノ口29枚目 0–7      | 西序ノ口28枚目 0–7          | 東序ノ口28枚目 0–7      | 西序ノ口24枚目 0–7          |
| 2018年 （平成30年） | 西序ノ口24枚目 0–7      | 西序ノ口24枚目 0–7      | 東序ノ口34枚目 0–7      | 東序ノ口34枚目 1–6          | 東序ノ口27枚目 0–7      | 西序ノ口28枚目 0–7          |
| 2019年 （平成31年 /令和元年） | 西序ノ口26枚目 1–6      | 西序ノ口15枚目 0–8      | 東序ノ口33枚目 0–7      | 東序ノ口33枚目 0–7          | 東序ノ口34枚目 0–7      | 西序ノ口29枚目 0–7          |
| 2020年 （令和2年） | 西序ノ口27枚目 0–7      | 東序ノ口26枚目 0–8      | 感染症拡大 により中止   | 東序ノ口35枚目 0–7          | 西序ノ口32枚目 0–8      | 東序ノ口30枚目 0–7          |
| 2021年 （令和3年） | 東序ノ口28枚目 0–8      | 東序ノ口24枚目 0–7      | 東序ノ口9枚目 0–7       | 西序ノ口24枚目 0–7          | 西序ノ口20枚目 引退 –   | x                           |
| 各欄の数字は、「勝ち-負け-休場」を示す。 優勝 引退 休場 十両 幕下 三賞：敢=敢闘賞、殊=殊勲賞、技=技能賞 その他：★=金星 番付階級：幕内 - 十両 - 幕下 - 三段目 - 序二段 - 序ノ口 幕内序列：横綱 - 大関 - 関脇 - 小結 - 前頭（「#数字」は各位内の序列） |                         |                         |                         |                             |                         |                             |

## 記録
- 本割104連敗 - 引退した2021年8月時点で大相撲史上ワースト1位[22]
  - ワースト2位の89連敗[20]の記録も持つ。
- 本場所の14場所連続皆勤全敗 - ワースト1位
  - 13場所連続の皆勤全敗が決定的となった2021年5月場所13日目終了時点で、自己の保持していた12場所連続を更新すると報じられた[32]。次の2021年7月場所も皆勤全敗で引退したため、最終的に14場所連続。
  - ワースト2位の12場所連続皆勤全敗の記録も持つ[32]。
- 通算連続負け越し34場所 - ワースト2位（歴代1位は森麗の38場所[33]）

## 改名歴
- 服部桜 祥多（はっとりざくら しょうた）2015年9月場所 - 2016年9月場所
- 服部桜 太志（- ふとし）2016年11月場所 - 2020年11月場所
- 勝南桜 聡太（しょうなんざくら そうた）2021年1月場所 - 2021年9月場所